# Drežnik (Resetár)
Drežnik (1910-től 1991-ig Gornji Drežnik) falu Horvátországban, Bród-Szávamente megyében. Közigazgatásilag Resetárhoz tartozik.

## Fekvése
Bródtól légvonalban 44, közúton 54 km-re északnyugatra, Pozsegától   légvonalban 16, közúton 38 km-re délnyugatra, községközpontjától légvonalban 4, közúton 8 km-re északkeletre, Nyugat-Szlavóniában, a Pozsegai-hegység déli lejtőin, a Lipovac és Raztovac patakok összefolyásánál fekszik.

## Története
Drežnik neve a pozsegai káptalan 1250. augusztus 27-én kelt okiratában nemesi névben bukkan fel először a Borics nembeli István és drezsniki Borsics Sándor közötti véres viszályt követő kibéküléssel kapcsolatban. Ezután számos középkori okiratban említik „Dresnuk”, „Drewsnyk”, „Dresnek” formában hol nemesi névben, hol nemesi birtokként, mint a Boricsok, a Dezsőfiek, a Szapolyaiak birtokaival szomszédos terület. A középkorban a falun átfolyó patakot is Drezsniknek hívták, 1396-ban a falu környékét „Dresnukmelleky”, (azaz Drezsnikmelléke) néven említik. Itt állt a középkori Szent Gergely templom, mely plébániatemplomként a környező, akkoriban sűrűn lakott terület plébániájának központja volt. A török 1536-ban harc nélkül foglalta el. A keresztény lakosság egy része a török uralom idején is helyben maradt. Mintegy 10 ház állt itt, mind katolikusoké, pravoszláv lakosság nélkül. Neve nem szerepel a török uralom alól felszabadított települések 1698-as kamarai összeírásában. 1730-ban 10 ház állt itt, mind katolikusoké. Közelükben hevertek a középkori templom romjai. A lakosság a romok mellé új fakápolnát épített. 1746-ban 16 ház állt itt 105 lakossal. 1760-ban 23 házat számláltak, 45 családdal és 286 lakossal.
 Az első katonai felmérés térképén „Dresnik” néven található. 1778-ban 31 háza volt 71 családdal és 351 lakossal.
Lipszky János 1808-ban Budán kiadott repertóriumában „Dresnik” néven szerepel. Nagy Lajos 1829-ben kiadott művében „Dresnik” néven 57 házzal, 429 katolikus vallású lakossal találjuk. 1857-ben 363, 1910-ben 577 lakosa volt. Az 1910-es népszámlálás szerint teljes lakossága horvát anyanyelvű volt. Pozsega vármegye Újgradiskai járásának része volt. Az első világháború után 1918-ban az új szerb-horvát-szlovén állam, majd később (1929-ben) Jugoszlávia része lett. A település 1991-től a független Horvátországhoz tartozik. 1991-ben lakosságának 96%-a horvát nemzetiségű volt. 1993-ban megalakult az önálló Resetár község, melynek része lett. 2011-ben a településnek 464 lakosa volt.

## Lakossága
| Lakosság változása | Lakosság változása | Lakosság változása | Lakosság változása | Lakosság változása | Lakosság változása | Lakosság változása | Lakosság változása | Lakosság változása | Lakosság változása | Lakosság változása | Lakosság változása | Lakosság változása | Lakosság változása | Lakosság változása | Lakosság változása |
| ------------------ | ------------------ | ------------------ | ------------------ | ------------------ | ------------------ | ------------------ | ------------------ | ------------------ | ------------------ | ------------------ | ------------------ | ------------------ | ------------------ | ------------------ | ------------------ |
| 1857               | 1869               | 1880               | 1890               | 1900               | 1910               | 1921               | 1931               | 1948               | 1953               | 1961               | 1971               | 1981               | 1991               | 2001               | 2011               |
| 363                | 413                | 435                | 461                | 487                | 577                | 514                | 583                | 647                | 640                | 664                | 668                | 598                | 603                | 535                | 464                |

## Nevezetességei
Szent András apostol tiszteletére szentelt kápolnája a szapolyai plébánia filiája.
A Korana folyó szurdokának meredek szikláján található várat a 13. században azonos nevű plébániával együtt említik a történelmi forrásokban. A Nelipics, a Kőszegi, a Babonics, és a Frangepán csalások tulajdonában volt. 1592-ben a törökök meghódították és 1788-ig maradt a kezükön, ettől fogva helyőrség állomásozott benne. A szabálytalan alaprajzú várból, középen hengeres toronnyal, amelyet két négyoldalú toronnyal megerősített védőfalak vesznek körül, ma csak romok maradtak fenn. A központi tornyot rekonstruálva visszaépítették.
A településtől délkeletre egy fennsíkon, 267 m tengerszint feletti magasságban található a „Lipanovac-Pustošina” középkori régészeti lelőhely. A helyszínt a nyugati oldalon az Ađamovka-patak, délkeleti oldalán pedig a Daždevik-patak veszi körül. A középkorban Lipanovac-Pustošina (Grgurevo) helység a nemesek drežniki uradalom része volt, amely a középkori Pozsega megye délnyugati részén helyezkedett el. A 14. század második feléből származó történelmi forrásokban „possessio Dresnek”, 1396-ban „Dresnukmelleky”, 1455-ben „Drewsnyk”, 1464-ben „Dresnek” néven említik. a mesterségesen emelt plató északi oldalán egy 16 x 9,5 m nagyságú, téglalap alakú épület alapfalai maradtak fenn. A középkori téglalap alakú épület heterogén módon épült, kő, kőtörmelék és 29 x 14,5 x 7,5 cm méretű téglák felhasználásával. Az épület falain belül és a déli részen középkori kerámia töredékeket (edénytöredékeket) és temetkezési helyekről származó csontokat találtak. A fennsík délkeleti oldalán, a Daždevik-patak felé vezető lejtőn szintén számos középkori kerámiatöredéket találtak, egy középkori külső vár helyét jelezve. A déli irányban csúcsban végződő fennsíkon egy hatalmas külső fal és árok maradványai olyan középkori helyre utalnak, mely valószínűleg egy kisebb középkori erődítmény lehetett és a törökök rombolták le. A 18. században egy fából készült Szent Gergely-kápolna felépítésével ezt a helyet temetőnek használták. A helynek a középkorban és korábban is geostratégiai jelentősége volt, mivel azt az utat védte, amely összekötötte Cerniket a Száva átkelőhelyével, mely mai Davor közelében volt.

## Kultúra
A KUD Drežnik kulturális és művészeti egyesületet 1999-ben alapították. Az egyesület jelentős szerepet játszik a faluban, nemcsak a népszokások és a népi folklór ápolásában, hanem a helyiek közösség érzésének fenntartásában is.

## Sport
NK Slavonac Gunjavci-Drežnik labdarúgóklub.